# Prairie du Chien
Prairie du Chien är en stad i Crawford County, Wisconsin, USA. Prairie du Chien är administrativ huvudort (county seat) i Crawford County. Staden har ca 6 000 invånare och anses vara den näst äldsta i Wisconsin. Den har fått sitt namn efter den omkringliggande triangelformade slätten, "Hundprärien", som avgränsas av Mississippifloden i väster och Wisconsin River i söder. I öster och norr avgränsas området av bergig terräng.
De första européerna som anlände till området på 1670-talet var fransmän och 1685 grundade Nicholas Perrot en handelsstation på platsen där staden så småningom växte upp.

## Kända personer
- Matthew Antoine (född 1985), medaljör i olympiska vinterspelen i Sochi, Ryssland
- William Beaumont
- Barbara Bedford (1908–1981), skådespelare
- Nicholas Boilvin (1761–1827)[5]
- Pat Bowlen (född 1944), ägare av Denver Broncos
- Michel Brisbois (1759–1837), voyageur[6]
- Benjamin Bull, advokat
- Walter Bradford Cannon (1871–1945)
- Jefferson Davis
- Hercules Louis Dousman (1800–1868)
- Alexander Faribault
- Buel Hutchinson, advokat och politiker
- Daniel Harris Johnson
- Wiram Knowlton (1816–1863)
- Daniel W. Lawler
- Henry Leavenworth (1783–1834), officer
- James Henry Lockwood (1793-1857), advokat, köpman
- Patrick Lucey (1918-2014), diplomat
- Frederic O. MacCartney (1864-1903)
- Thomas Mower McDougall (1845–1909)
- John Muir (1838–1914)
- Maurice Oehler (Chemist)
- Leo Ryan (1925–1978)
- Rodney J. Satter
- Daniel Bartlett Stevens
- Joseph M. Street (1782–1840),officer
- Jeremiah Burnham Tainter (1836–1920)
- Ormsby B. Thomas
- William Miller Wallace (1844–1924), general
- Wapello (1787–1842)
- Brad Williams (mnemonist) (b. 1956)